# Neobisium herzegovinense
Espèce
Neobisium herzegovinense est une espèce de pseudoscorpions de la famille des Neobisiidae.

## Distribution
Cette espèce est endémique de Bosnie-Herzégovine. Elle se rencontre dans les monts Volujak.

## Description
Le mâle décrit par Novák et Hörweg en 2017 mesure 2,95 mm et les femelles de 3,23 à 3,35 mm.

## Systématique et taxinomie
Cette espèce a été décrite par Beier en 1939. Elle considérée comme une sous-espèce de Neobisium bosnicum par Beier en 1963. Elle a été élevée au rang d'espèce par Novák et Hörweg en 2017.

## Étymologie
Son nom d'espèce, composé de herzegovin[e] et du suffixe latin -ensis, « qui vit dans, qui habite », lui a été donné en référence au lieu de sa découverte, l'Herzégovine.

## Publication originale
- Beier, 1939 : Die Höhlenpseudoscorpione der Balkanhalbinsel. Studien aus dem Gebiete der Allgemeinen Karstforschung, der Wissenschaftlichen Höhlenkunde, der Eiszeitforschung und den Nachbargebieten, vol. 4, p. 1-83.